# Mark Cavendish
Sir Mark Cavendish (født 21. maj 1985) er en tidligere landevejscykelrytter fra øen Isle of Man, der senest kørte for Astana Qazaqstan Team. Cavendish repræsenterede Storbritannien både i bane- og landevejscykling og blev professionel i sidstnævnte gren i 2007. Han var sammen med Sandy Casar den første som signerede UCI's anti-doping-kontrakt. Han blev i 2011 verdensmester i linjeløbet ved VM i Danmark.

## Karriere

### Bane
Mark Cavendish begyndte sin karriere som banerytter og var en del af det britiske landshold. I 2005 vandt han sammen med Rob Hayles guld i parløb ved VM i Los Angeles.
I 2006 repræsenterede han Isle of Man ved Commonwealth Games i Melbourne, hvor han vandt 20 km løbe på bane.
I 2008 var han tilbage på banen og vandt VM i parløb sammen med Bradley Wiggins, ved OL i Beijing deltog de i samme disciplin, men sluttede uden medalje.

### Sæsoner i landevejscykelløb

#### Sæsonen 2007
Cavendish var den næstyngste på T-Mobile Teams hold dette år, og blandt de aller yngste i hele Pro Touren. Til trods for sin unge alder havde Cavendish en række gode resultater i 2007. Hans største sejre i denne sæson var etapesejrene i Katalonien Rundt og Eneco Tour. Med sejren i Eneco Tour fik Cavendish sin 8. sejr for året, og han kom dermed op på ligeså mange sejre som Robbie McEwen havde i sin første prosæson. Dette var et af hans mål før 2007-sæsonen, og efter at han klarede dette justerede han målet til 11 sejre, ligeså mange som Alessandro Petacchi havde i sit første år.
Mark Cavendish deltog for første gang i Tour de France i 2007, men udgik under den 8. etape pga. eftervirkninger af flere styrt på de tidligere etaper. Desuden var det planlagt at Cavendish skulle stå af løbet i Alperne.

#### Sæsonen 2008
Cavendish største sejre i 2008 var 2 etapesejre i Giro d'Italia og 4 etapesejre i Tour de France, hvor han stoppede inden bjergetaperne for at forberede sig til OL i Beijing.

#### Sæsonen 2009
I Giro d'Italia vandt han 3 etaper, hvor en var holdløbet.
Mark Cavendish vinder 2., 3., 10., 11.,19. og 21. etape af Tour de France.
Mark Cavendish vinder også klassikeren Milano-Sanremo.

#### Sæsonen 2010
Mark Cavendish vinder 5., 6., 11., 18 og 20 etape af Tour de France.
Mark Cavendish vinder holdstidskørslen, 12., 13. og 18. etape i Vuelta Espana og pointtrøjen.

#### Sæsonen 2011
Giro de Italia vinder af 10. og 12. etape.
Tour de France vinder af 5, 7, 11, 15 & 21. etape.
Samlet vinder af den grønne point trøje.
Verdensmester (linjeløb)
Tour of Britain 2011 vinder af 1. etape og etape 8b.

#### Sæsonen 2012
Tour of Britain 2012 vinder af 3., 4. og 8. etape.

## Resultater fra Grand Tours og monumenterne

### Grand Tour resultater
|                   | 2007  | 2008   | 2009   | 2010 | 2011   | 2012 | 2013 | 2014  | 2015 | 2016 |
| Giro              | DNE   | 132    | DNF-13 | DNE  | DNF-13 | 145  | 127  | DNE   | DNE  | DNE  |
| Etapesejre        | —     | 2      | 3      | —    | 2      | 3    | 5    | —     | —    | —    |
| Pointkonkurrencen | —     | 4      | —      | —    | —      | 2    | 1    | —     | —    | —    |
| Tour              | DNF-8 | DNF-14 | 131    | 154  | 130    | 142  | 148  | DNS-2 | 142  | IP   |
| Etapesejre        | 0     | 4      | 6      | 5    | 5      | 3    | 2    | 0     | 1    | 4    |
| Pointkonkurrencen | —     | —      | 2      | 2    | 1      | 4    | 2    | —     | 4    |      |
| Vuelta            | DNE   | DNE    | DNE    | 144  | DNF-4  | DNE  | DNE  | DNE   | DNE  |      |
| Etapesejre        | —     | —      | —      | 3    | 0      | —    | —    | —     | —    |      |
| Pointkonkurrencen | —     | —      | —      | 1    | —      | —    | —    | —     | —    |      |

| 1     | Vinder                                    |
| 2–3   | Top-tre                                   |
| 4–10  | Top-ti                                    |
| 11–   | Andre resultater                          |
| DNE   | Deltog ikke                               |
| DNF-x | Gennemførte ikke (stoppede ved etape x)   |
| DNS-x | Startede ikke (startede ikke ved etape x) |
| DSQ   | Diskvalificeret                           |
| N/A   | Konkurencen/klassifikation ikke afholdt   |
| NR    | Ingen placering i denne klassifikation    |

### Monumenterne - tidslinje
Kilde:
| Monumenter           | 2009 | 2010 | 2011 | 2012 | 2013 | 2014 | 2015 | 2016 |
| -------------------- | ---- | ---- | ---- | ---- | ---- | ---- | ---- | ---- |
| Milano-Sanremo       | 1    | 89   | 52   | WD   | 9    | 5    | 46   | 110  |
| Flandern Rundt       | —    | DNF  | 110  | —    | —    | —    | —    | —    |
| Paris-Roubaix        | —    | —    | DNF  | —    | —    | —    | —    | 30   |
| Liège-Bastogne-Liège | —    | —    | —    | —    | —    | —    | —    | —    |
| Giro di Lombardia    | —    | —    | —    | —    | —    | —    | —    |      |

| —   | Deltog ikke      |
| DNF | Gennemførte ikke |